# Asplenium serronii
Asplenium serronii là một loài dương xỉ trong họ Aspleniaceae. Loài này được Glaz., Fee mô tả khoa học đầu tiên năm 1869.
Danh pháp khoa học của loài này chưa được làm sáng tỏ. 